# L'uomo senza colpa
L'uomo senza colpa è un film del 2023 diretto da Ivan Gergolet.

## Trama
Angela è un'operatrice socio sanitaria che è rimasta vedova dopo che ha perso il marito per colpa dell'amianto. Quando il responsabile della morte del marito rimane paralizzato la donna decide di accettare la proposta del figlio dell'uomo di fare da badante a suo padre. Qui Angela comincerà un viaggio nella tragedia della sua perdita.

## Distribuzione
Il film è stato distribuito nelle sale cinematografiche italiane a partire dal 22 giugno 2023.